# Power Rangers Dino Charge
Power Rangers Dino Charge è la diciottesima serie televisiva statunitense del programma per adolescenti dei Power Rangers. Si serve di filmati, costumi ed oggetti di scena della serie giapponese Super sentai Zyuden Sentai Kyoryuger, è la prima stagione distribuita dal Saban Brands Entertainment Group e Lionsgate Television dopo la formazione delle due nuove unità all'interno della società denominate Saban Brands Lifestyle Group e Saban Brands Entertainment Group dall'11 dicembre 2014. La serie è stata prodotta dalla SCG Power Rangers e Lionsgate Television Power Rangers ed è stata trasmessa su Nickelodeon negli USA dal 7 febbraio 2015. In onda dal 28 settembre 2015 in Italia su Boing.
La seconda stagione si intitola Power Rangers Dino Super Charge ed è stata trasmessa dal 30 gennaio 2016.

## Trama
Il terribile cacciatore di taglie alieno Sledge è intento a mettere le mani sulle Energemme di Keeper, accompagnato dai suoi malvagi compagni Fury, Ranch, Poisandra e Curio. Le Energemme donano il loro potere di dinosauri a una nuova squadra di Power Ranger, dotata di spade, Blaster, Caricatori Dino e con i loro Dino Zord e Dino Charge Megazord, con i quali combatteranno il perfido Sledge e i suoi malvagi prigionieri, inviati per combatterli.

## Personaggi

### Rangers
- Tyler Navarro, interpretato da Brennan Mejia, doppiato da Jacopo Calatroni[1]. 
È il Dino Charge Red Ranger/Dino Super Charge Red Ranger. Tyler è un giovane ragazzo in cerca del padre scomparso. Durante questa sua ricerca trova l'Energemma Rossa e si lega al t-rex Zord, diventando il Dino Charge Red Ranger, nonché leader dei Dino Charge Ranger. I suoi Zord sono T-Rex Zord e Dino Cycle (in modalità Dino Charge Red Ranger) e T-Rex Zord/T-Rex Super Charge Zord e Dino Cycle (in modalità Dino Super Charge Red Ranger).
- Chase Randall, interpretato da James Davies, doppiato da Mattia Bressan. 
È il Dino Charge Black Ranger/Dino Super Charge Black Ranger. Dopo avere ricevuto l'Energemma Nera da un'indovina maori di nome Moana, e legarsi al parasaurofolo, è stato il primo a essere ritrovato e diventare un Dino Charge Ranger, seguito da Koda. Lavora come custode e tuttofare presso gli scavi di Kendal Morgan. I suoi Zord sono Para Zord e Dino Cycle.
- Koda, interpretato da Yoshi Sudarso, doppiato da Alessandro Nicosia. 
È il Dino Charge Blue Ranger/Dino Super Charge Blue Ranger. Koda è un uomo di Neanderthal che diventa il secondo membro dei Dino Charge Ranger, governando il potere dello stegosauro. Dopo essere rimasto a lungo ibernato dopo avere ritrovato nel Pleistocene l'Energemma Blu, sopravvive a tutti i suoi amici ricevendo sostanzialmente il dono dell'immortalità dalla gemma. I suoi Zord sono Stego Zord e Dino Cycle.
- Riley Griffin, interpretato da Michael Taber, doppiato da Renato Novara[1]. 
È il Dino Charge Green Ranger/Dino Super Charge Green Ranger. Cresciuto in un ranch con il fratello maggiore Matt e la madre, trova casualmente l'Energemma Verde che gli dona i poteri del velociraptor dopo un incontro con Fury. I suoi Zord sono Raptor Zord e Dino Cycle.
- Shelby Watkins, interpretata da Camille Hyde, doppiata da Tiziana Martello[1]. 
È il Dino Charge Pink Ranger/Dino Super Charge Pink Ranger. Cameriera al Dino Bite Cafè, trova accidentalmente l'Energemma Rosa che le dona il potere del triceratopo. È la figlia di una famiglia facoltosa, proprietaria di una industria di gelati. I suoi Zord sono Tricera Zord e Dino Cycle.
- Sir Ivan of Zandar, interpretato da Davi Santos, doppiato da Andrea Oldani[1]. 
È il Dino Charge Gold Ranger/Dino Super Charge Gold Ranger. Sir Ivan è un guerriero del 13simo secolo in possesso dell'Energemma Oro, che gli dona i poteri dello pterodattilo. I suoi Zord sono Ptera Zord e Dino Cycle.
- Principe Phillip III, interpretato da Jarred Blakiston, doppiato da Diego Baldoin.
È il Dino Charge Graphite Ranger/Dino Super Graphite Green Ranger. Phillip è il principe del piccolo Stato di Zandar, che da ammiratore dei Dino Charge Ranger ambisce a diventare uno di loro. Una serie di eventi lo porta a ritrovare l'Energemma Grafite, diventando il Dino Charge Graphite Ranger con i poteri del pachiosauro. Il suo Zord è Pachy Zord.
- Kendall Morgan, interpretata da Claire Blackwelder, doppiata da Chiara Francese. 
È il Dino Charge Purple Ranger/Dino Super Charge Purple Ranger. Kendall è la proprietaria e caposcienziata del Museo di Amber Beach. Dopo il ritiro di Albert riceve l'Energemma Viola e i poteri del plesiosauro. I suoi Zord sono Plesio Zord e Dino Cycle.
- James Navarro, interpretato da Reuben Turner, doppiato da Lorenzo Scattorin (1 voce), e da Luca Bottale (2 voce)
È il Dino Charge Aqua Ranger. James è il padre di Tyler ed è un geologo. Dopo avere ritrovato l'Energemma Aqua dieci anni prima, è stato costretto a nascondersi e abbandonare il figlio per proteggerlo. Torna nei panni di Dino Charge Aqua Ranger con i poteri dell'anchilosauro. Il suo Zord è Ankylo Zord.
- Zenowing, voce originale di Alistair Browning, doppiato da Alessandro Capra.
È il Dino Charge Silver Ranger. Zenowing è l'apprendista di Keeper, nonché creatore dei Dino Charge Zord. Tramite l'Energemma Argento controlla il potere del titanosauro. Il suo Zord è Titano Zord/Titano Charge Megazord.

## Episodi
| Stagione         | Episodi | Prima TV USA | Prima TV Italia |
| ---------------- | ------- | ------------ | --------------- |
| Prima stagione   | 22      | 2015         | 2015            |
| Seconda stagione | 22      | 2016         | 2016            |